# احمد حمزه‌ای
احمد حمزه‌ای نمایندهٔ اصلاح طلب دورهٔ دهم از حوزهٔ انتخابیهٔ کهنوج، منوجان، رودبار جنوب، فارياب و قلعه گنج در استان کرمان است. وی با کسب ۷۹٬۲۴۳ رای از مجموع ۱۶۷٬۱۱۰ رای معادل ۴۷٫۴۲٪ درصد آرا به مجلس راه پیدا کرد.